# Votiefkerk
Een votiefkerk (votief van het Latijnse votum = belofte) is een gelofte-offer. Zo'n kerk is opgericht uit dankbaarheid voor iets wat God gedaan heeft. Vaak heeft de bouwer van een votiefkerk een belofte afgelegd die inhoudt dat hij een kerk zal bouwen als naar zijn gebeden wordt geluisterd. Bekende votiefkerken zijn de Sagrada Família in Barcelona en de Votiefkerk in Wenen.

Een voorbeeld in Nederland is de, inmiddels aan de eredienst onttrokken, Christus Koningkerk in Amsterdam Oost, en in België de O.L.V-kerk van Alsemberg.